# Тачевац
Тачевац је напуштено насеље у Србији у општини Куршумлија у Топличком округу. Према попису из 2022. није било становника.
Ово село је на административној линији са Косовом и Метохијом. У периоду од 1999. до 2001. године је ово село било у такозваној копненој зони безбедности, демилитаризованом појасу ширине 5 km. Поред спонтаног процеса старења и депопулације, настала безбедносна ситуација је изазвала да се преостали српски живаљ исели.
Последњи становници села су били Љубица и Константин Алексић који су се одатле одселили 1999. године. Почетком јула 2013. Мирослав Обровић је подигао споменик селу.

## Демографија
У насељу Тачевац нема више становника нити домаћинстава.
Ово насеље од 50-их година 20. века има константан пад броја становника и према попису из 2002. године је угашено.
|  |

| Демографија---- | Демографија---- | Демографија---- |
| Година          | Становника      | Становника      |
| --------------- | --------------- | --------------- |
| 1948.           | 192             |                 |
| 1953.           | 204             |                 |
| 1961.           | 171             |                 |
| 1971.           | 76              |                 |
| 1981.           | 33              |                 |
| 1991.           | 21              | 21              |
| 2002.           | 0               | 0               |
| 2011.           | 0               |                 |

| Година пописа     | 1948. | 1953. | 1961. | 1971. | 1981. | 1991. | 2002. |
| ----------------- | ----- | ----- | ----- | ----- | ----- | ----- | ----- |
| Број домаћинстава | 29    | 33    | 32    | 19    | 10    | 6     | 0     |

| Број чланова      | 1 | 2 | 3 | 4 | 5 | 6 | 7 | 8 | 9 | 10 и више | Просек |
| ----------------- | - | - | - | - | - | - | - | - | - | --------- | ------ |
| Број домаћинстава | 0 | 0 | 0 | 0 | 0 | 0 | 0 | 0 | 0 | 0         | 0      |